# Campionati europei di winter triathlon del 2019
I Campionati europei di winter triathlon del 2019 (XXI edizione) si sono tenuti a Cheile Gradistei in Romania, in data 24 febbraio 2019.
Tra gli uomini ha vinto il russo Dmitriy Bregeda, mentre la gara femminile è andata alla russa Daria Rogozina.
Si sono aggiudicati il titolo mondiale nella categoria junior rispettivamente l'italiano Simone Avondetto e la slovacca Zuzana Michalickova.
La gara valida per il titolo di campione europeo di winter triathlon - nella categoria under 23 - è andata all'italiano Alessandro Saravalle, mentre tra le donne alla russa Daria Rogozina.

## Risultati

### Élite uomini
| Pos. | Nome                 | Paese       | Corsa    | Bici     | Sci      | Totale   |
| ---- | -------------------- | ----------- | -------- | -------- | -------- | -------- |
|      | Dmitriy Bregeda      | Russia      | 00:18:00 | 00:25:56 | 00:16:51 | 01:01:55 |
|      | Giuseppe Lamastra    | Italia      | 00:19:13 | 00:25:09 | 00:16:52 | 01:02:38 |
|      | Pavel Yakimov        | Russia      | 00:18:34 | 00:26:20 | 00:16:51 | 01:03:02 |
| 4    | Pavel Andreev        | Russia      | 00:18:55 | 00:25:37 | 00:18:16 | 01:03:58 |
| 5    | Viorel Palici        | Romania     | 00:18:42 | 00:26:55 | 00:17:05 | 01:04:30 |
| 6    | Alessandro Saravalle | Italia      | 00:20:30 | 00:24:29 | 00:17:56 | 01:04:49 |
| 7    | Evgeny Kirillov      | Russia      | 00:18:39 | 00:26:56 | 00:18:22 | 01:05:14 |
| 8    | Evgenii Evgrafov     | Russia      | 00:19:47 | 00:25:18 | 00:18:47 | 01:05:41 |
| 9    | Cristian Mosoia      | Romania     | 00:18:40 | 00:30:08 | 00:15:53 | 01:06:01 |
| 10   | Ivan Zalavtsev       | Russia      | 00:19:25 | 00:28:10 | 00:17:32 | 01:06:28 |
| 11   | Daniel Antonioli     | Italia      | 00:18:38 | 00:28:56 | 00:18:05 | 01:06:59 |
| 12   | Pavel Jindra         | Rep. Ceca   | 00:21:00 | 00:26:55 | 00:18:26 | 01:08:03 |
| 13   | Kristian Monsen      | Norvegia    | 00:19:12 | 00:29:26 | 00:17:50 | 01:08:12 |
| 14   | Kirill Tarakanov     | Russia      | 00:19:04 | 00:30:08 | 00:18:41 | 01:09:30 |
| 15   | Mario Kosut          | Slovacchia  | 00:20:31 | 00:29:40 | 00:17:48 | 01:09:42 |
| 16   | Silviu-Ionut Manea   | Romania     | 00:20:32 | 00:30:16 | 00:20:12 | 01:12:29 |
| 17   | Alex Rhodes          | Regno Unito | 00:20:24 | 00:30:46 | 00:21:54 | 01:14:55 |
| 18   | Marcel Balan         | Romania     | 00:19:49 | 00:34:29 | 00:25:33 | 01:24:50 |
| 19   | Stefan Plesa         | Romania     | 00:20:59 | 00:41:20 | 00:21:51 | 01:26:16 |
| 20   | Nicolae Hincu        | Romania     | 00:30:34 | 00:42:00 | 00:23:57 | 01:39:31 |

### Élite donne
| Pos. | Atleta                 | Paese      | Corsa    | Bici     | Sci      | Totale   |
| ---- | ---------------------- | ---------- | -------- | -------- | -------- | -------- |
|      | Daria Rogozina         | Russia     | 00:21:13 | 00:28:54 | 00:18:34 | 01:10:14 |
|      | Yulia Surikova         | Russia     | 00:21:15 | 00:29:45 | 00:19:37 | 01:12:04 |
|      | Svetlana Sokolova      | Russia     | 00:21:09 | 00:29:20 | 00:19:40 | 01:12:21 |
| 4    | Nadezhda Belkina       | Russia     | 00:21:17 | 00:30:16 | 00:20:46 | 01:13:57 |
| 5    | Romana Slavinec        | Austria    | 00:23:06 | 00:31:51 | 00:20:34 | 01:17:28 |
| 6    | Sandra Mairhofer       | Italia     | 00:22:57 | 00:32:02 | 00:21:07 | 01:18:09 |
| 7    | Edith Vakaria          | Romania    | 00:22:53 | 00:33:19 | 00:20:53 | 01:18:35 |
| 8    | Lydia Drahovska        | Slovacchia | 00:24:46 | 00:34:10 | 00:22:43 | 01:23:35 |
| 9    | Iazilia Galiamutdinova | Russia     | 00:25:31 | 00:40:07 | 00:22:18 | 01:29:39 |
| 10   | Anna Swoboda           | Austria    | 00:27:32 | 00:39:48 | 00:26:14 | 01:35:32 |

### Junior uomini
| Pos. | Nome                 | Paese   | Corsa    | Bici     | Sci      | Totale   |
| ---- | -------------------- | ------- | -------- | -------- | -------- | -------- |
|      | Simone Avondetto     | Italia  | 00:20:31 | 00:24:27 | 00:18:37 | 01:05:35 |
|      | Leonord Stefan Hincu | Romania | 00:24:20 | 00:39:44 | 00:22:23 | 01:28:08 |
|      | Botond Zoldi         | Romania | 00:26:56 | 00:42:21 | 00:27:38 | 01:38:36 |

### Junior donne
| Pos. | Atleta              | Paese      | Corsa    | Bici     | Sci      | Totale   |
| ---- | ------------------- | ---------- | -------- | -------- | -------- | -------- |
|      | Zuzana Michalickova | Slovacchia | 00:22:09 | 00:33:35 | 00:21:45 | 01:19:01 |
|      | Margareta Bicanova  | Slovacchia | 00:24:31 | 00:33:30 | 00:22:37 | 01:22:29 |
|      | Ekaterina Karpova   | Russia     | 00:25:26 | 00:38:42 | 00:22:52 | 01:28:52 |

### Under 23 uomini
| Pos. | Atleta               | Paese      | Corsa    | Bici     | Sci      | Totale   |
| ---- | -------------------- | ---------- | -------- | -------- | -------- | -------- |
|      | Alessandro Saravalle | Italia     | 00:20:30 | 00:24:29 | 00:17:56 | 01:04:49 |
|      | Evgenii Evgrafov     | Russia     | 00:19:47 | 00:25:18 | 00:18:47 | 01:05:41 |
|      | Ivan Zalavtsev       | Russia     | 00:19:25 | 00:28:10 | 00:17:32 | 01:06:28 |
| 4    | Kirill Tarakanov     | Russia     | 00:19:04 | 00:30:08 | 00:18:41 | 01:09:30 |
| 5    | Mario Kosut          | Slovacchia | 00:20:31 | 00:29:40 | 00:17:48 | 01:09:42 |
| 6    | Stefan Plesa         | Romania    | 00:20:59 | 00:41:20 | 00:21:51 | 01:26:16 |
| 7    | Nicolae Hincu        | Romania    | 00:30:34 | 00:42:00 | 00:23:57 | 01:39:31 |

### Under 23 donne
| Pos. | Atleta                 | Paese      | Corsa    | Bici     | Sci      | Totale   |
| ---- | ---------------------- | ---------- | -------- | -------- | -------- | -------- |
|      | Daria Rogozina         | Russia     | 00:21:13 | 00:28:54 | 00:18:34 | 01:10:14 |
|      | Svetlana Sokolova      | Russia     | 00:21:09 | 00:29:20 | 00:19:40 | 01:12:21 |
|      | Nadezhda Belkina       | Russia     | 00:21:17 | 00:30:16 | 00:20:46 | 01:13:57 |
| 4    | Lydia Drahovska        | Slovacchia | 00:24:46 | 00:34:10 | 00:22:43 | 01:23:35 |
| 5    | Iazilia Galiamutdinova | Russia     | 00:25:31 | 00:40:07 | 00:22:18 | 01:29:39 |
| 6    | Anna Swoboda           | Austria    | 00:27:32 | 00:39:48 | 00:26:14 | 01:35:32 |